# Кривець (Івано-Франківський район)
Криве́ць — село в Україні, у Солотвинській селищній громаді Івано-Франківського району Івано-Франківської області.

## Географія
Село розташоване на північному підніжжі Українських Карпат. 
Із західної частини села відкривається далекоглядний краєвид на сусідні поселення. У північній частині села розташована гора Клива, а на заході — тече річка Бистриця Солотвинська.
На північно-західній околиці села знаходиться ботанічна пам'ятка природи Бір «Величків» — лісовий масив з верховим болотом, де зростає реліктова рослинність: багно болотяне, журавлина дрібноплода, плавун булавоподібний, а також багато видів осоки та мохів болотних. Займає площу 15 км². Густота населення — 121,13 осіб/км².

## Історія
Назва
Існує декілька версій про походження назви села. Одна з них розповідає, що тут була колись велика битва і через це по місцевому потічку Кривчик, замість води, текла кров. Тому спочатку назвали цю місцевість Кровець, але згодом букву «о» було замінено на «и».
Село було позначено на карті Гійома де Боплана у 1650 році.
Станом на 1 січня 1939 року в селі проживало 1430 мешканців (з них 1420 українців та 10 євреїв).
Село доволі старе, але офіційно сільська рада була відкрита лише у 1989 році (раніше підпорядковувалося Раковецькій сільській раді).
У незалежній Україні
Кривець за незалежної України починає активно розбудовуватися.  У 2011 році були одночасно відкриті церква та середня загальноосвітня школа.
На території села Кривець існує дві церкви, монастир, 9 крамниць, 2 бари, будинок культури, сільська і шкільна бібліотеки та 2 гуртожитки.
При в'їзді в село ліворуч встановлено пам'ятник воїнам Другої світової війни.
Поблизу села пролягає підземний нафтопровід діаметром 159 мм, що належить НГВУ «Надвірнанафтогаз».
14 липня 2017 року монастир на честь преподобного Серафима Саровського  в селі Кривець перейшов до складу УПЦ КП на правах ставропігійного монастиря.
13 лютого 2019 року спалахнула від пожежі будівля Свято-Серафимівського чоловічого монастиря. Рятувальники загасили полум'я  та врятували службову будівлю поруч, але будівля самого монастиря згоріла вщент.
19 липня 2020 року, в результаті адміністративно-територіальної реформи та ліквідації Богородчанського району, село увійшло до складу новоутвореного Івано-Франківського району.

## Відомі особи
Уродженці села:
- Берл Локер[en] (Іврит: ιרל ιוקר;) нар. 27.04.1887 — † 01.02.1972) — сіоністський активіст та ізраїльський політик.
- Атаманюк Іван Миколайович (нар. 1924) — вояк УПА (сотня Сагайдачного, 1945), псевдо — «Сук», освіта початкова. Заарештований 12.03.1946, військовим трибуналом військ НКВС Станіславської області 14.06.1946 засуджений на 10 років позбавлення волі та 5 років пораження в правах із конфіскацією майна. Реабілітований 08.02.1994.
- Бойчук Василь Якович (1895—03.05.1948, невідомо) — член ОУН, станичний, псевдо — «Байда». Селянин, освіта початкова. Військовим трибуналом військ НКВС Станіславської області 15.02.1946 засуджений на 10 років позбавлення волі та 5 років пораження в правах із конфіскацією майна. Реабілітований 12.10.1992.